# 村井仁
村井 仁（むらい じん、1937年〈昭和12年〉3月28日 – ）は、日本の通産官僚、政治家。
衆議院議員（6期）、内閣府副大臣（金融庁担当）（初代）、国家公安委員会委員長、防災担当大臣、長野県知事などを歴任した。

## 来歴・人物
長野県木曽郡木曽福島町（現・木曽町）出身。羽田孜の側近として自由民主党・新生党・新進党と行動をともにしたが、後援会の要請により自民党へ復帰した。
郵政民営化の旗振り役で、党郵政民営化推進委員会の役員をしていたが、「政府案では、民業圧迫になりかねない」との理由で、2005年7月5日の郵政国会では衆議院本会議で反対票を投じた。そのため、9月11日の第44回衆議院議員総選挙では自民党の公認を得られず立候補を断念。引退後は自民党長野県連顧問に就任した。

### 長野県知事
2006年の長野県知事選挙において、「反田中」勢力は告示直前まで候補者選びで迷走を続けていた。特に、一刻も早く田中康夫を排除したい自民党にとっては選挙に勝つことが最も重要であった為、民主党との共闘も視野に入れるなど手段を選ばない姿勢をとっていたが、知名度の高い田中を前に次々と意中の人物に出馬を断られていた。そんな中、2005年の郵政造反で一時引退していた村井に白羽の矢が立ち、県知事選挙に自民党と公明党、連合の推薦を受けて立候補することが決まる。結果、田中に僅差で競り勝ち初当選を果たした。長野県知事選挙で現職が敗れるのは史上初めてであった。
当選後は、田中の全政策を完全否定・完全清算することを宣言。田中県政の象徴的存在である県庁舎1階「ガラス張り知事室」を就任当日に廃止。さらに、県の中枢組織「経営戦略局」も廃止した。また、“個々の河川の整備状況を見ながら考える”と早急なダム建設回帰には慎重な姿勢を表明した一方で、田中の「脱ダム宣言」については即座に撤回した。そして長野オリンピック招致での会計帳簿が焼却処分され紛失していた件においても、田中県政時代に設置していた調査委員会を「今になり特定の個人や団体の罪をあえて暴こうとする作業は建設的なことではない」として打ち切った。知事就任後の県議会では「県政の後戻りってのが何を意味するのか全く分からない」と発言し、2007年の県庁の仕事始め式では、挨拶の中で「透明度のある決定過程があったと言っているが、ただの独裁に過ぎなかった」と新年早々に田中を批判するなどしている。
政治資金問題などもあり再選は目指さず、任期満了により2010年8月31日に長野県知事を退任した。

## 批判
かねてから田中知事を礼賛してきた評論家の勝谷誠彦は、「利権談合共産主義土建屋の手先だ」と自身のブログで村井を辛辣に非難し、村井当選の翌日に出演した日本テレビ「スッキリ!!」においても「あの程度の県民にはあの程度の知事でいいんですよ」と田中を落選させた長野県民を侮辱し、「妙薬は口に苦しだから、効き目が現れるまで田中知事のやることを我慢して受け入れるべきだ」と田中を擁護するコメントをしている。同じく田中を支持する田原総一朗も、2006年11月12日放送のテレビ朝日「サンデープロジェクト」で村井について「時代錯誤の行政を行っている」「借金体質を復活させようとしている」と非難し、「どうして県民はこんな人を選んじゃったの?」と発言した。

## 失言
- 2007年2月16日の定例会見で、記者からHIV感染者が増加する現状について質問された際に、「（エイズは）特別な仕事に従事している人たちの間で非常に感染度が高いと承知している」と述べ、「エイズ＝性産業」と短絡的に結び付けた発言を再三に渡り繰り返した為、専門家等から「特定の人が感染するという誤解を与えかねず、認識不足」「HIVを性産業の問題ととらえると、市民の間に『自分たちには関係ない』という意識を醸成させてしまう」などと多くの批判を受けた[1]。
- 大分県で発覚した教員採用試験汚職に関連して、2008年7月16日の定例会見などで村井は、長野県の県議会議員や国会議員などに採用試験の合否を事前に知らせていたことを認めた上に、「まあこれは社会常識として、社会通念上許容されることではないかな、と私は思います」と、採用試験の口利きを容認したと受け取られかねない発言をしている[2]。

## 政治資金
西松建設事件の捜査の過程で、準大手ゼネコン西松建設から政治資金パーティー券の代金を受け取っていたことがわかっている。「政治資金規正法上、適切に処理している。返還すべきとは認識していない」として、代金返還を否定している。また、この事件を巡っての東京地検特捜部による事情聴取が行われた直後に、側近であった元秘書が不可解な死を遂げている。

## 選挙歴
| 当落 | 選挙                   | 執行日         | 年齢 | 選挙区                  | 政党       | 得票数     | 得票率 | 定数 | 得票順位 /候補者数 | 政党内比例順位 /政党当選者数 |
| ---- | ---------------------- | -------------- | ---- | ----------------------- | ---------- | ---------- | ------ | ---- | ------------------ | ---------------------------- |
| 当   | 第38回衆議院議員総選挙 | 1986年07月06日 | 49   | 旧長野4区               | 自由民主党 | 7万8802票  | 26.90% | 3    | 2/5                | /                            |
| 当   | 第39回衆議院議員総選挙 | 1990年02月18日 | 52   | 旧長野4区               | 自由民主党 | 6万6003票  | 21.77% | 3    | 3/5                | /                            |
| 当   | 第40回衆議院議員総選挙 | 1993年07月18日 | 56   | 旧長野4区               | 新生党     | 12万1646票 | 42.18% | 3    | 1/5                | /                            |
| 当   | 第41回衆議院議員総選挙 | 1996年10月20日 | 59   | 長野2区                 | 新進党     | 12万2483票 | 51.94% | 1    | 1/4                | /                            |
| 当   | 第42回衆議院議員総選挙 | 2000年06月25日 | 63   | 長野2区                 | 自由民主党 | 9万5046票  | 37.99% | 1    | 1/4                | /                            |
| 比当 | 第43回衆議院議員総選挙 | 2003年11月09日 | 66   | 比例北陸信越（長野2区） | 自由民主党 | 9万8756票  | 39.18% | 1    | 2/4                | 5/5                          |
| 当   | 2006年長野県知事選挙   | 2006年8月6日   | 69   |                         | 無所属     | 61万2725票 | 53.42% | 1    | 1/2                | /                            |

## 家族
弟は和光大学教授の村井紀。

## 略歴
1937年3月28日：出生。
1955年3月：長野県松本深志高等学校卒業。
1959年3月：東京大学経済学部卒業。
1959年4月：通商産業省入省。
入省同期に、山本幸助（通産省産政局長）、畠山襄（通産審議官、ジェトロ理事長）、末木凰太郎（経企庁調整局長、日本電子計算機社長）、見学信敬（中小企業庁長官）など。
1986年1月6日：工業技術院総務部長を最後に、通商産業省を辞職。
1986年7月6日：第38回衆議院議員総選挙（旧長野4区・自由民主党公認）当選。
1991年11月6日：大蔵政務次官（宮澤内閣）就任。
1992年12月26日：大蔵政務次官退任。
1999年10月5日：金融再生総括政務次官（小渕第2次改造内閣）就任。
2000年4月5日：金融再生総括政務次官（第1次森内閣）再任。
2000年7月4日：金融再生総括政務次官退任。
2000年12月6日：金融再生総括政務次官（第2次森改造内閣）就任。
2001年1月6日：内閣府副大臣（金融庁担当）（第2次森改造内閣）就任。
2001年4月26日：国家公安委員会委員長、防災担当大臣（第1次小泉内閣）就任。
2002年6月11日：国務大臣の職務に食品安全委員会（仮称）担当が加えられる。
2002年9月30日：国務大臣退任。
2003年11月9日：第43回衆議院議員総選挙（衆議院比例北陸信越ブロック・自民党公認）6期目当選。
2006年8月6日：長野県知事選挙（無所属・自民党および公明党の県組織推薦）当選（※ 現職候補を破っての初当選は公選制に移行した1947年以来同県では初である。）。
※当日有権者数：1,754,738人 最終投票率：65.98%（前回比：-7.8pts）
| 候補者名 | 年齢 | 所属党派 | 新旧別 | 得票数    | 得票率 | 推薦・支持                       |
| -------- | ---- | -------- | ------ | --------- | ------ | -------------------------------- |
| 村井仁   | 69   | 無所属   | 新     | 612,725票 | 53.4%  | （推薦）自民党・公明党・連合長野 |
| 田中康夫 | 50   | 無所属   | 現     | 534,229票 | 46.6%  |                                  |